# 前三月
前三月（德語：Vormärz）指德国历史上德意志1848年革命（又称“三月革命”）前的一段时期，该时期始于拿破仑下台或法国七月革命。在国际上，该时期又被称为“梅特涅时代”。在德国，其特点是奥地利和普鲁士在德意志联邦中占据主导地位。奥地利和普鲁士都在国内建立了具有压迫性的专制警察国家，并迫使其他德意志国家采用同样的政策。这些专制政权实行了前所未有的审查制度和大规模监视，以回应改良派对自由主义、君主立宪制和德国统一的呼吁，以及对共和主义和普选的更激进的革命性呼吁。在文化上，这一时期被称为畢德麥雅时代。 因此，它被视为浪漫主义时代的结束。